# Правила технічної експлуатації залізниць України
«Правила технічної експлуатації залізниць України» — нормативний документ, який встановлює:
- основні положення та порядок роботи залізниць і працівників залізничного транспорту України,
- основні розміри, норми утримання найважливіших споруд, пристроїв та рухомого складу і вимоги, які ставляться до них,
- систему організації руху поїздів,
- принципи сигналізації.

Правила встановлюються і можуть бути змінені наказом Міністра транспорту України.